# 總管暢春園事務大臣
總管暢春園事務大臣，或稱暢春園總管事務大臣。為中國清朝的官名，屬內務府職官系統。

## 建置
康熙年間修復暢春園，隸屬奉宸苑，下設郎中、總領（苑丞）、副總領（苑副）等官管理。乾隆二十九年（1764年）始設大臣專管園務，稱總管暢春園事務大臣。無固定員限，由皇帝特簡大臣兼充。掌管暢春園及周圍之恩佑寺、恩慕寺、聖化寺、泉宗廟、西花園、虎城等御苑與皇家寺院門禁、庫藏、陳設、工程、維修、稽核、出納、屬員人事銓敘遷轉等全部行政事務，遇到應具奏事件皆自行辦理。
道光三年（1823年）後定制，下轄屬官：六品苑丞1人，七品苑丞2人，八品苑副5人，九品銜委署苑副6人，筆帖式3人。其後園林逐漸廢棄，光緒時屬官僅保留員外郎1人、筆帖式3人。